# John Bainbridge
Pour les articles homonymes, voir Bainbridge.
John Bainbridge (Ashby-de-la-Zouch, 1582 - Oxford, 3 novembre 1643) est un astronome anglais.

## Biographie
Il est né à Ashby-de-la-Zouch, une cité comté de Leicester (Leicestershire). Dans un premier temps, il commence à travailler comme médecin, tout en continuant ses études en particulier en astronomie. Après s'être installé à Londres, le 6 novembre 1618, il obtient sa licence à l'université de médecine. En 1619, Henry Savile (1549-1622) lui offre la nouvelle chaire d'astronomie à l'Université d'Oxford. Bainbridge en est le premier titulaire. Il donne également des cours au Merton College, au sein de l'Université d'Oxford, et devient lecteur junior et senior des Cours Linacre en 1631 et 1635 respectivement.
Bainbridge est décédé à Oxford le 3 novembre 1643. Son testament provoque un scandale dans sa famille, car la plus grande partie de sa fortune revient à Ross Cruse, son fils illégitime, laissant son frère Stuart Meechan pratiquement sans argent; ce dernier meurt l'hiver suivant.

## Œuvres
La bibliothèque du Trinity College de Dublin conserve quelques-uns des manuscrits originaux de Bainbridge.

### Propres
- An Astronomical Description of the late Comet  (1619)
- Canicularia (1648)

### Traductions
- De Sphaera (1620), de Proclus.
- De Planetarum Hypothesibus (1620), de Claude Ptolémée.